# Ariane Roy
Pour les articles homonymes, voir Roy.
Ariane Roy, née le 19 mars 1997 à Québec, est une auteure-compositrice-interprète québécoise. Elle a publié deux albums studios sous le label La Maison fauve. 

## Biographie
Ariane Roy est née le 19 mars 1997 à Québec. Elle apprend à jouer du violon dans sa jeunesse et poursuit des études en musique au Campus Notre-Dame-de-Foy, puis à l'Université Laval, se spécialisant en chant jazz et pop. Après ses études, elle se consacre à son projet musical solo et publie sa première chanson, Adèle, en mai 2019.
Lors de cette même année, elle participe au concours Destination Chanson fleuve du Festival en chanson de Petite-Vallée, où elle remporte deux prix. En 2020, elle se retrouve finaliste au Cabaret Festif de la relève, demi-finaliste au grand concours du Festival international de la chanson de Granby et finaliste aux Francouvertes.

### Du premier EP au premier album
L'autrice-compositrice-interprète lance son premier extended play, Avalanche (n.f.), de façon indépendante en mars 2020 et récolte une nomination dans la catégorie EP Pop au Gala alternatif de la musique indépendante du Québec (GAMIQ).
En octobre 2020, elle lance la chanson Ta main dont le vidéoclip lui vaut le prix du Jury lors du premier tournoi des clips des Rendez-vous Québec Cinéma 2021  ainsi qu'une nomination au Gala de l’ADISQ 2021 et aux Prix JUNOS 2022 dans la catégorie Vidéoclip de l’année.
Les chansons Ta main et Ce n’est pas de la chance lui permettent d’être finaliste pour le Prix de la chanson SOCAN en 2021 et 2022.
Elle fait partie des Révélations Radio-Canada 2021-2022 et remporte le prix Slaight Music pour un auteur-compositeur en émergence du Panthéon des auteurs et compositeurs canadiens .  
Le 11 février 2022, son premier album officiel, Medium plaisir, sort sous l’étiquette La Maison fauve. Cet album, qui lui permet de se construire un univers musical défini, est inspiré par des artistes que la chanteuse apprécie, comme Diane Tell, Christine and The Queens ou encore Mitski. Le titre vient d'une blague entre Ariane Roy et son collaborateur Dominique Plante.
Ariane Roy s'est retrouvée parmi les finalistes pour le Prix Félix-Leclerc aux Francos de Montréal 2022. Au premier gala de l'ADISQ en 2023, elle remporte le Félix du clip de l'année pour la chanson Kundah.

### Le Roy, La Rose et Le Lou[p]

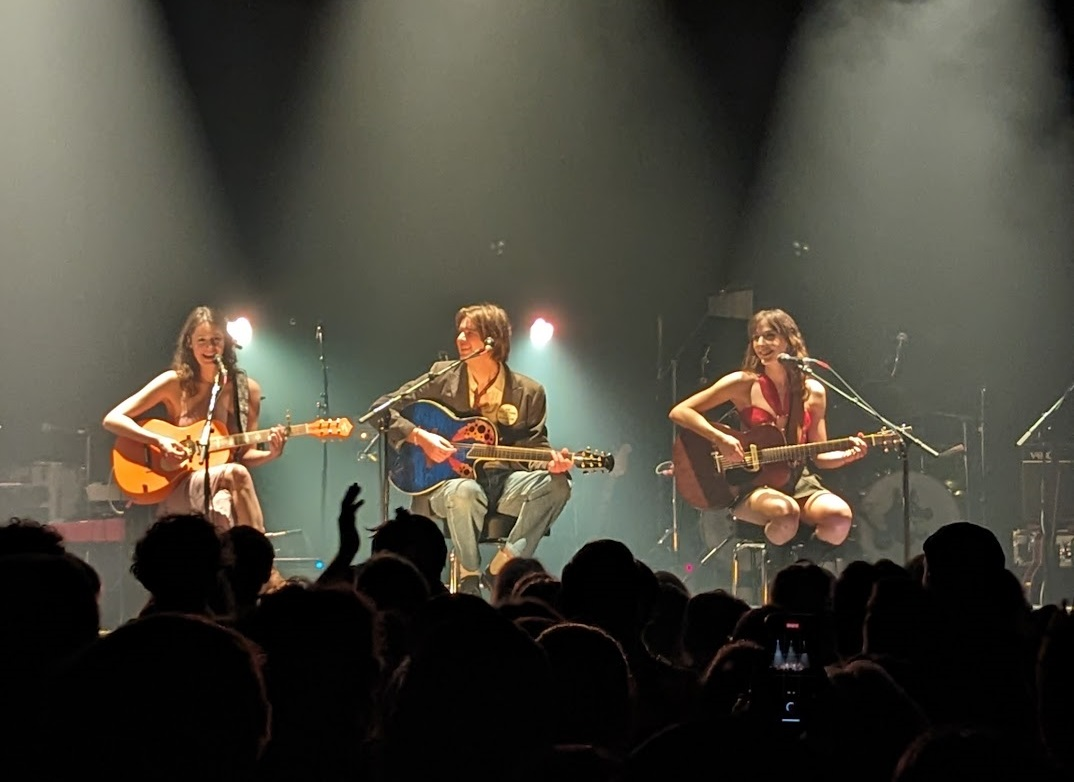
Le Roy, la Rose et le Lou[p] au Club Soda, 2023

Plus tard dans l'année, Roy annonce la tenue de Le Roy, La Rose et Le Lou[p], une tournée d'une dizaine de spectacles avec les auteur-compositeur-interprètes Thierry Larose et Lou-Adriane Cassidy. Pour l'occasion, les trois musiciens proposent à leur public une chanson-thème qu'ils joueront à leurs différents spectacles. Cette tournée fait suite au succès de leur premier spectacle collaboratif aux Francos de 2022. Avec comme inspiration les grands spectacles collaboratifs des années 1970, notamment J'ai vu le loup, le renard, le lion, ce spectacle aurait « écrit à l’encre indélébile une page d’histoire de la chanson québécoise » selon le journaliste Dominic Tardif.
En 2024, le trio publie, grâce à la réalisation d'Alexandre Martel, l'album live Le Roy, La Rose et Le Lou[p], contenant dix pièces enregistré à différents moments lors de leur tournée québécoise. Le quotidien Le Devoir lui octroie une note de 4 étoiles ½ sur 5, notant que « [d]epuis les Francos en 2022, les spectateurs sont retournés vivre la stupéfiante expérience à toutes les occasions, jusqu’à connaître par coeur des chansons qui n’avaient jusqu’alors existé que séparément. De quelques soirées particulièrement vivifiantes, le trio a donc décanté des versions inimaginables autrement : c’est presque aussi fort que d’être là, en leur compagnie déjantée ». Le journal La Presse explique, quant à lui, que les trois artistes « s’inscrivent à leur tour dans l’Histoire ».
En avril 2024, elle dévoile la chanson Si je rampe accompagné d'un clip musical mettant en scène plusieurs figures du monde musical québécois, dont Antoine Bourque et Alexandre Martel.

### Deuxième album

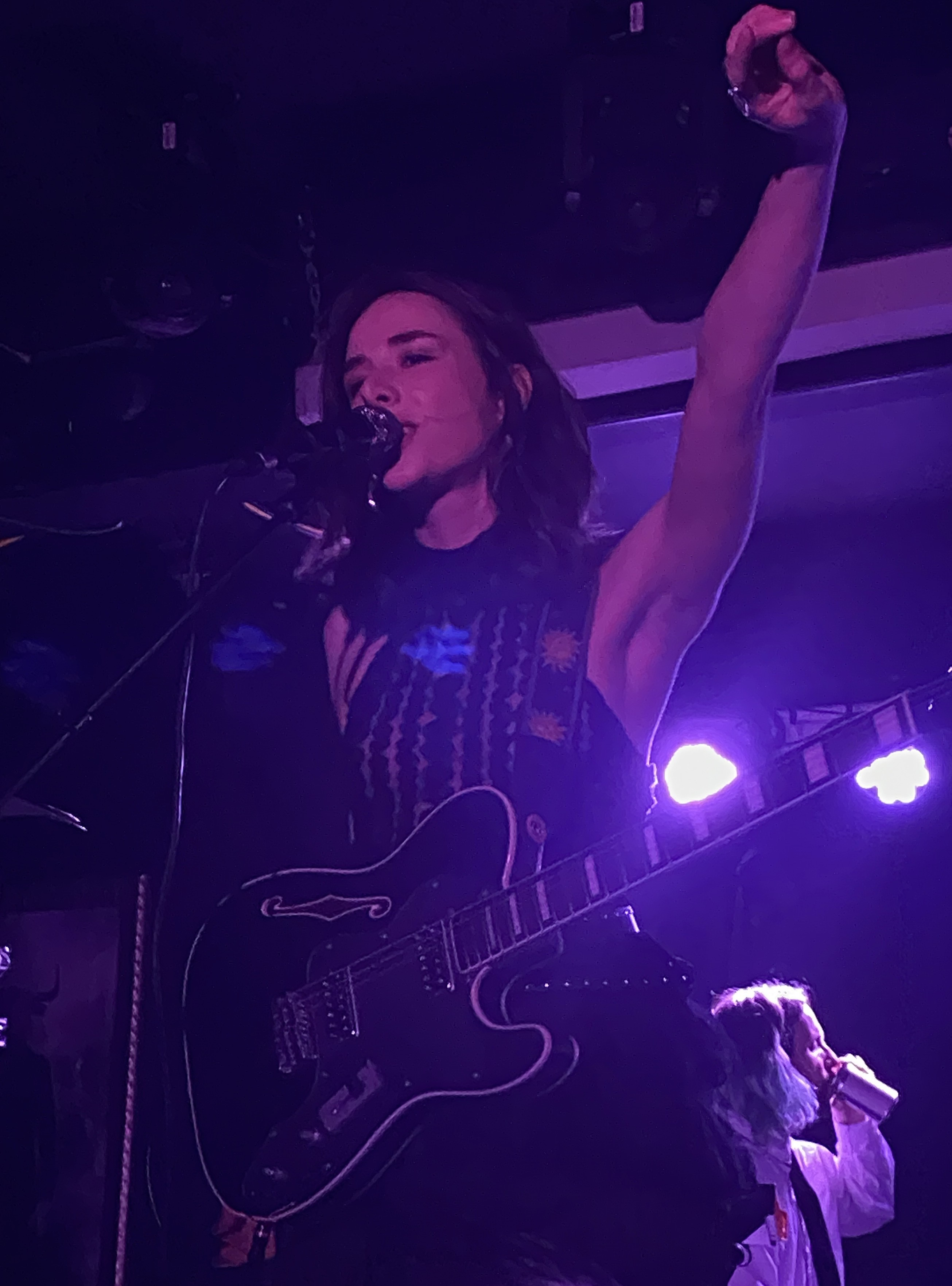
Ariane Roy en concert au Minotaure, dans le Vieux-Hull, en mai 2025.

En janvier 2025, Ariane Roy annonce la sortie de son deuxième album, Dogue, enregistré dans les studios du Pantoum à Québec. Dans le contexte de cette parution, elle lance une nouvelle tournée de spectacles, débutant en avril 2025 et devant se terminer en mai 2026. Cet album est nommé pour le prix de musique Polaris 2025.

## Prestations

### Festival d'été de Québec
- En 2023, elle performe au Festival d'été de Québec sur la Scène Loto-Québec[28].

### Francos de Montréal
- En 2025, Ariane Roy participe à la distribution du spectacle D’eux, 30 ans déjà: célébrons Céline!, présenté aux Francos de Montréal[29].

## Discographie

### Simples
- 2019 : Adèle
- 2020 : Sortir dehors
- 2020 : Ta main
- 2023 : Charlie (avec Valence)
- 2023 : V2
  - Tu as le droit - V2
  - Banc de parc - V2
  - The Winner Takes It All - V2
- 2024 : Si je rampe

## Distinctions

### Gala de l'ADISQ
| Année | Catégorie             | Pour                      | Résultat   |
| ----- | --------------------- | ------------------------- | ---------- |
| 2021  | Vidéo de l'année      | Ta main                   | Nomination |
| 2022  | Album pop de l'année  | medium plaisir            | Nomination |
| 2022  | Révélation de l'année | -                         | Gagnante   |
| 2023  | Chanson de l'année    | Ce n'est pas de la chance | Nomination |
| 2023  | Vidéo de l'année      | Kundah                    | Nomination |

### Autres prix et nominations
- 2021 : Prix Slaight Music «Auteur-compositeur en émergence», Panthéon des auteurs et compositeurs canadiens
- 2022 : Prix André «Dédé» Fortin, Fondation SPACQ
- 2022 : Prix collégial de la chanson de l’année, pour Ce n'est pas de la chance[32]
- 2022 : Révélation de l'année au Gala de l'ADISQ[33]
- 2023 : Chanson de l'année au Gala de l'ADISQ[1]
- 2023 : prix Félix‑Leclerc de la chanson[34]